# Veni, veni, Emmanuel
Veni, veni, Emmanuel ist ein Adventslied, das auf eine Paraphrase von fünf der sieben O-Antiphonen zurückgeht. Der ursprüngliche lateinische Text wurde in verschiedene moderne Sprachen (Deutsch, Englisch, …) übersetzt.

## Text

### Am Anfang:Psalteriolum Cantionum Catholicarum

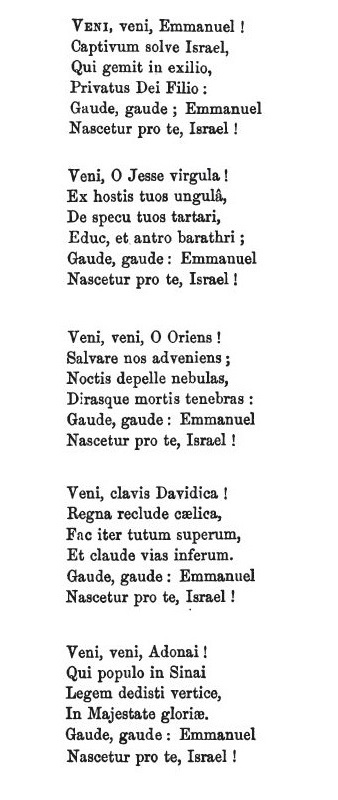
Text bei John Mason Neale, Hymni Ecclesiae, 1851

Auch wenn häufig zu lesen ist, dass es eine strophische Reim-Version der Antiphonen schon im 12. Jahrhundert gegeben habe, so ist der früheste Beleg für den heute bekannten Text die siebte Auflage des Gesangbuchs Psalteriolum Cantionum Catholicarum von Johannes Heringsdorf, das 1710 in Köln herauskam. Durch seine Verwendung an Schulen der Jesuiten fand es weite Verbreitung und erschien bis weit ins 19. Jahrhundert in immer neuen Auflagen. Der Text verbindet fünf der sieben Antiphonen in einer neuen Reihenfolge, in der die siebte und letzte der Antiphon-Anrufungen (Emmanuel) an den Anfang gestellt wird, mit dem Refrain Gaude, gaude! Emmanuel nascetur pro te, Israel! („Freu dich, freu dich! Immanuel wird für dich, Israel, geboren werden.“).
| Lateinisch | Übersetzung |
| --- | --- |
| Veni, veni Emmanuel! Captivum solve Israel! Qui gemit in exilio, Privatus Dei Filio, Gaude, gaude, Emmanuel Nascetur pro te, Israel.         | Komm, komm, Immanuel! Befreie das gefangene Israel, das in der Verbannung wehklagt, beraubt um Gottes Sohn. Freue dich, freue dich; Immanuel wird für dich, Israel, geboren werden. |
| Veni o Iesse virgula! Ex hostis tuos ungula, De specu tuos tartari Educ, et antro barathri. Gaude, gaude, Emmanuel Nascetur pro te, Israel.  | Komm, o Spross des Jesse! Aus des Feindes Klauen führe die Deinen heraus, aus der Tiefe der Unterwelt, aus dem Abgrund der Hölle. Freue dich …                                      |
| Veni, veni o oriens! Solare nos adveniens, Noctis depelle nebulas, Dirasque mortis tenebras. Gaude, gaude, Emmanuel Nascetur pro te, Israel. | Komm, komm, o Morgenstern! Tröste uns, indem du kommst. Vertreibe die Nebel der Nacht und die schreckliche Finsternis des Todes! Freue dich …                                       |
| Veni clavis Davidica! Regna reclude coelica, Fac iter tutum superum, Et claude vias inferum. Gaude, gaude, Emmanuel Nascetur pro te, Israel. | Komm, Schlüssel Davids! Schließe auf die himmlischen Reiche. Mach sicher den Weg nach oben und verschließe die Wege nach unten! Freue dich …                                        |
| Veni, veni Adonai! Qui populo in Sinai Legem dedisti vertice, In maiestate gloriae. Gaude, gaude, Emmanuel Nascetur pro te, Israel.          | Komm, komm, Herr! Deinem Volk gabst du das Gesetz auf Sinais Gipfel in erhabener Herrlichkeit. Freue dich …                                                                         |

### Ergänzung
Zu einem noch unbekannten Zeitpunkt und von einem unbekannten Verfasser, vermutlich im Zuge des Cäcilianismus, wurden zwei Strophen nach den restlichen beiden Anrufungen der O-Antiphonen hinzugefügt. Zur Zeit frühester Beleg ist Veni, o sapientia in Joseph Hermann Mohrs Cantiones sacrae von 1878.
| Lateinisch                                                                                     | Übersetzung |
| ---------------------------------------------------------------------------------------------- | --- |
| Veni, o Sapientia, Quae hic disponis omnia, veni, viam prudentiae ut doceas et gloriae.        | Komm, o Weisheit, die du hier alles ordnest, komm, um den Weg zur Klugheit und zur Herrlichkeit zu lehren.       |
| Veni, veni, Rex gentium, veni, Redemptor omnium, ut salves tuos famulos peccati sibi conscios. | Komm, komm, König der Völker, komm, Erlöser aller, um deine Diener zu retten, die sich ihrer Sünde bewusst sind. |

### Deutsche Fassungen
| Kölner Gesangbuch 1722 | C. B. Verspoell 1810 | H. Bone 1847 | „Gotteslob“ (1975), Nr. 829 Anh. Erzb. Köln |
| --- | --- | --- | --- |
| O komm, o komm, Immanuel! Mach frei dein armes Israel. In Angst und Elend liegen wir, und flehn voll Sehnsucht auf zu dir. Freu dich, freu dich, o Israel! Bald kommt, bald kommt Immanuel. O komm, du wahres Licht der Welt, das unsre Finsternis erhellt. Wir irren hier in Trug und Wahn, o führ uns auf des Lichtes Bahn. Freu dich, freu dich, o Israel! Bald kommt, bald kommt Immanuel. O komm, du holdes Himmelskind, so hehr und groß, so mild gesinnt. Wir seufzen tief in Sündenschuld, o bring uns deines Vaters Huld. Freu dich, freu dich, o Israel! Bald kommt, bald kommt Immanuel. O komm, Erlöser, Gottes Sohn, und bring uns Gnad’ von Gottes Thron. Die Seele fühlt hier Hungersnot; o gib uns dich, lebendig Brot. Freu dich, freu dich, o Israel! Bald kommt, bald kommt Immanuel. O komm, o komm, Gott Sabaoth, du unser Hort in aller Not! Mit Jesses neuem Herrscherstab treib weit von uns die Feinde ab! Freu dich, freu dich, o Israel! Bald kommt, bald kommt Immanuel. O Gott mit uns, wir harren dein, komm, tritt in unsre Mitte ein. Die Sünde schloss die Himmelstür, du öffnest sie, wir jubeln dir. Freu dich, freu dich, o Israel! Bald kommt, bald kommt Immanuel. | O komm, o komm, Emanuel, Mach frei dein armes Israel! In hartem Elend liegt es hier, In Tränen seufzt es auf zu dir. Bald kommt dein Heil: Emanuel. Frohlock und jauchze, Israel! O komm, o komm, du Licht der Welt, Das alle Finsternis erhellt. O komm und führ aus Trug und Wahn Dein Israel auf rechte Bahn. Bald kommt dein Heil: Emanuel. Frohlock und jauchze, Israel. O komm, o komm, du Himmelskind, Das aller Welt das Heil gewinnt. Dein Israel seufzt tief in Schuld, O bring ihm deines Vaters Huld. Bald kommt dein Heil: Emanuel. Frohlock und jauchze, Israel. O komm, o komm, du Gottessohn, Zur Erde steig vom Himmelsthron! Gott, Herr und Heiland, tritt hervor, O komm, schließ auf des Himmels Tor. Bald kommt dein Heil: Emanuel. Frohlock und jauchze, Israel. | O komm, o komm, Emmanuel, mach frei dein armes Israel! In Angst und Elend liegen wir und seufzen weinend nur nach dir Freu dich, freu dich, o Israel, bald kommt, bald kommt Emmanuel. O komm, o komm, Emmanuel, mach frei dein armes Israel! Mit Jesses neuem Herrscherstab treib weit von uns die Feinde ab. Freu dich, freu dich, o Israel, bald kommt, bald kommt Emmanuel. O komm, o komm, Emmanuel, mach frei dein armes Israel! Geh auf, o Sonn, mit deiner Pracht, zerstreu die Nebel und die Nacht. Freu dich, freu dich, o Israel, bald kommt, bald kommt Emmanuel. O komm, o komm, Emmanuel, mach frei dein armes Israel! Mit Davids Schlüssel niedersteig, schließ auf, schließ auf das Himmelreich. Freu dich, freu dich, o Israel, bald kommt, bald kommt Emmanuel. O komm, o komm, Emmanuel, mach frei dein armes Israel! Komm, starker Gott, Gott Sabaoth, Mach frei dein Volk aus aller Not! Freu dich, freu dich, o Israel, bald kommt, bald kommt Emmanuel. | O komm, o komm, Immanuel, nach dir sehnt sich dein Israel! In Sünd und Elend weinen wir und flehn, und flehn hinauf zu dir. Freu dich, freu dich, o Israel, bald kommt, bald kommt Immanuel! O komm, du wahres Licht der Welt, das unsre Finsternis erhellt! Geh auf, o Sonn, mit deiner Pracht, vertreib den Nebel und die Nacht. Freu dich, freu dich, o Israel, bald kommt, bald kommt Immanuel! O komm, ersehntes Himmelskind, und rett uns von dem Fluch der Sünd! Wir seufzen all in schwerer Schuld, o bring uns deines Vaters Huld! Freu dich, freu dich, o Israel, bald kommt, bald kommt Immanuel! O komm, Erlöser, Gottes Sohn, und bring uns Gnad von seinem Thron! Mit Davids Schlüssel niedersteig, schließ auf, schließ auf das Himmelreich! Freu dich, freu dich, o Israel, bald kommt, bald kommt Immanuel! O komm, o komm, Gott Zebaoth, mach frei dein Volk von aller Not! Mit Jesses neuem Herrscherstab treib weit von uns die Feinde ab! Freu dich, freu dich, o Israel, bald kommt, bald kommt Immanuel! |

#### C. B. Verspoell
Zum Ausgang des 18. Jahrhunderts und zu Beginn des 19. Jahrhunderts erlebte im Gefolge der Aufklärung die Übersetzung und Neuschaffung von katholischen Kirchenliedern in deutscher Sprache eine Blüte. In dieser Zeit entstanden verschiedene Übersetzungen von Veni, veni Emmanuel ins Deutsche, darunter von Hermann Ludwig Nadermann und Christoph Bernhard Verspoell. Dabei handelt es sich nicht so sehr um textgetreue Übersetzungen, sondern um Übertragungen im Geist der Zeit. Die Fassung von Verspoell mit einer von ihm geschaffenen Melodie erfreut sich bis heute im Bistum Münster großer Beliebtheit. Während der Zeit des Nationalsozialismus wurde das Singen des Liedes wegen des „Israel“ im Kontext zu „in hartem Elend …“ zu einem Bekenntnisakt, das in Berichten der Gestapo vermerkt wurde. Das Lied findet sich im münsterischen Regionalanhang des Gotteslob als Nr. 754 (Strophen 1, 2 und 4), in der Ausgabe von 1975 unter der Nummer 902. Auch im Gotteslob des Bistums Essen findet sich bei Nr. 721 (neben zwei anderen Melodieversionen) Verspoells Fassung mit den vier obenstehenden Originalstrophen.

#### Heinrich Bone
Heinrich Bone nahm eine der deutschen Varianten, die deutlich näher am lateinischen Text angelehnt war und die Reihenfolge Emmanuel, Jesses Stab, Sonne, Davids Schlüssel, starker Gott bewahrte, in seine einflussreiche Sammlung Cantate! (1. Auflage 1847) auf.
Davon unabhängig schuf er eine eigene strophische Fassung aller sieben O-Antiphonen in ihrer ursprünglichen Reihenfolge (ohne den Refrain) mit dem Anfang Herr sende, den du senden willst. Diese Fassung fand sich im Anhang des alten Gotteslob (1975) des Erzbistums Köln unter Nr. 831.
Herr, sende, den du senden willst,

durch den du allen Jammer stillst,

der uns befreit mit starker Hand

und führet ins gelobte Land!

O Weisheit aus des Höchsten Mund,

die du umspannst des Weltalls Rund

und alles lenkst mit Kraft und Rat,

komm, lehr uns deiner Klugheit Pfad!

O Adonai, starker Gott,

du gabst dem Mose dein Gebot

auf Sinai im Flammenschein,

streck aus den Arm, uns zu befrein!

O Wurzel Jesse, fest von Stand,

ein Zeichen allem Volk und Land,

dir beugt sich Fürst und König groß,

komm bald, komm bald und kauf uns los!

O Schlüssel Davids, Zepter du,

der alles schließt frei auf und zu,

führ uns aus der Gefangenschaft,

errett uns aus des Todes Haft!

O Sonne der Gerechtigkeit,

des ewgen Lichtes Herrlichkeit,

geh auf, o Sonn, und leucht herab,

in Finsternis und Sündengrab!

O König, dessen harrt die Welt,

du Eckstein, der sie eint und hält,

zum Menschen komm, o Herrscher mild,

und rett, o Gott, dein Ebenbild!

O Gott mit uns, Immanuel,

du Fürst des Hauses Israel,

o Sehnsucht aller Völker du,

komm, führ uns deinem Frieden zu!
Im Schweizerischen Katholischen Gesangbuch von 1998 steht als Nr. 304 eine moderne Überarbeitung von Bones siebenstrophiger Dichtung mit dem Anfang „Gott, send herab uns deinen Sohn“, die von den Herausgebern mit dem Refrain „Freu dich, freu dich“ verbunden wurde; ebenso im neuen Gotteslob (2013) unter der Nr. 222 mit dem Anfang „Herr, send herab uns deinen Sohn“.
Herr, sende, den du senden willst,

durch den du allen Jammer stillst,

der bald zerreißt all unser Band

und führet ins Gelobte Land.

O Weisheit aus des Höchsten Mund,

die du umspannst des Weltalls Rund

und alles lenkst mit Kraft und Rat,

komm, lehr uns deiner Klugheit Pfad!

O Adonai, starker Gott,

der du dem Mose dein Gebot

am Berge gabst im Wetterdräun,

streck aus den Arm, uns zu befrei’n!

O Wurzel Jesse, fest von Stand,

ein Zeichen allem Volk und Land,

dir beugt sich Fürst und König groß.

Komm bald, komm bald und kauf uns los!

O Schlüssel Davids, Zepter du,

der alles schließt frei auf und zu,

komm, führ uns aus des Todes Haft,

der all dein Volk ins Dunkel rafft.

O Sonne der Gerechtigkeit,

des ew’gen Lichtes Herrlichkeit,

geh auf, o Sonn’, und leucht herab

in Finsternis und Schattengrab.

O König, Hirt im Völkerbund,

du Eckstein in dem Weltenrund,

zum Menschen komm, o Herrscher mild,

und rett’, o Gott, dein Ebenbild!

O Gott mit uns, Emmanuel,

du Fürst des Hauses Israel,

o Sehnsucht aller Völker du,

komm, führ uns deinem Frieden zu!

#### Otmar Schulz
Otmar Schulz schuf 1975 eine eigene Fassung mit dem Anfang O komm, o komm, du Morgenstern, die lediglich motivische Anklänge an das lateinische Original erkennen lässt. Sie wurde in das Evangelische Gesangbuch (EG 19) uns ins Evangelisch-Lutherische Kirchengesangbuch² der SELK (ELKG² 325) aufgenommen.

### Englische Fassungen
John Mason Neale übernahm 1851 die fünfstrophige lateinische Fassung, die er vermutlich durch Daniels Thesaurus Hymnologicus vermittelt bekommen hatte, in seine Sammlung Hymni ecclesiae.  Im selben Jahr veröffentlichte er in Mediæval hymns and sequences eine erste englische Übersetzung mit dem Anfang Draw nigh, draw nigh, Emmanuel. Diese überarbeitete er für The Hymnal Noted; 1861 erschien eine weitere Überarbeitung in den Hymns Ancient and Modern, nun mit dem Anfang O come, o come Emmanuel. Thomas Alexander Lacey (1853–1931) schuf 1906 für The English Hymnal eine neue Version, die aber nur begrenzt rezipiert wurde.
| J. M. Neale 1851 | Hymns ancient and modern 1861 | T. A. Lacey 1906 |
| --- | --- | --- |
| Draw nigh, draw nigh, Emmanuel, And ransom captive Israel, That mourns in lonely exile here, Until the Son of God appear; Rejoice! rejoice! Emmanuel Shall be born for thee, O Israel! Draw nigh, O Jesse’s Rod, draw nigh, To free us from the enemy; From Hell’s infernal pit to save, And give us victory o’er the grave. Rejoice! rejoice! Emmanuel Shall be born, for thee, O Israel! Draw nigh, Thou Orient, Who shalt cheer And comfort by Thine Advent here, And banish far the brooding gloom Of sinful night and endless doom. Rejoice! rejoice! Emmanuel Shall be born for thee, O Israel! Draw nigh, draw nigh, O David’s Key, The Heavenly Gate will ope to Thee ; Make safe the way that leada on high, And close the path to misery. Rejoice! rejoice! Emmanuel Shall be born for thee, O Israel! Draw nigh, draw nigh, O Lord of Might, Who to Thy tribes from Sinai’s height In ancient time didst give the Law, In cloud and majesty and awe. Rejoice! rejoice! Emmanuel Shall be bom for thee, O Israel! | O COME, O come, Emmanuel, And ransom captive Israel, That mourns in lonely exile here, Until the Son of God appear. Rejoice ! Rejoice ! Emmanuel Shall come to thee, O Israel. O come, Thou Rod of Jesse, free Thine own from Satan’s tyranny ; From depths of hell Thy people save, And give them victory o’er the grave. Rejoice ! Rejoice ! Emmanuel Shall come to thee, O Israel. O come, Thou Dayspring, from on high, And cheer us by Thy drawing nigh; Disperse the gloomy clouds of night, And death’s dark shadows put to flight. Rejoice ! Rejoice ! Emmanuel Shall come to thee, O Israel. O come, Thou Key of David, come And open wide our heav’nly home ; Make safe the way that leads on high, And close the path to misery. Rejoice ! Rejoice ! Emmanuel Shall come to thee, O Israel. O come, Adonai, Lord of might, Who to Thy tribes, on Sinai’s height, In ancient times didst give the law In cloud and majesty and awe. Rejoice ! Rejoice ! Emmanuel Shall come to thee, O Israel. | O come, O come, Emmanuel! Redeem thy captive Israel That into exile drear is gone, Far from the face of God’s dear Son. Rejoice! Rejoice! Emmanuel Shall come to thee, O Israel. O come, thou Branch of Jesse! draw The quarry from the lion’s claw; From the dread caverns of the grave, From nether hell, thy people save. Rejoice! Rejoice! Emmanuel Shall come to thee, O Israel. O come, O come, thou Dayspring bright! Pour on our souls thy healing light; Dispel the long night’s lingering gloom, And pierce the shadows of the tomb. Rejoice! Rejoice! Emmanuel Shall come to thee, O Israel. O Come, thou Lord of David’s Key! The royal door fling wide and free; Safeguard for us the heavenward road, And bar the way to death’s abode. Rejoice! Rejoice! Emmanuel Shall come to thee, O Israel. O come, O come, Adonai, Who in thy glorious majesty From that high mountain clothed in awe, Gavest thy folk the elder Law. Rejoice! Rejoice! Emmanuel Shall come to thee, O Israel. |

Im frühen 20. Jahrhundert wurde die fünfstrophige Fassung um zwei Strophen mit den fehlenden Anrufungen nach den O-Antiphonen (wisdom und desire of nations) ergänzt. Vor allem die Fassung von Henry Sloane Coffin, die 1916 erschien, wird bis heute, wenn auch manchmal mit Änderungen, verwendet:
O come, Thou Wisdom from on high,

And order all things, far and nigh;

To us the path of knowledge show,

And cause us in her ways to go.

O come, Desire of nations, bind

All peoples in one heart and mind;

Bid envy, strife and quarrels cease;

Fill the whole world with heaven’s peace.
1940 erschien die siebenstrophige Fassung erstmals in einem offiziellen Gesangbuch, dem Hymnal der Episkopalkirche der Vereinigten Staaten von Amerika. In gegenwärtig verwendeten englischsprachigen Gesangbüchern finden sich die verschiedensten vier- bis achtstrophigen Varianten. Typisch ist etwa die Fassung im Hymnal 1982 der Episkopalkirche: Hier gibt es acht Strophen mit Emmanuel als erster und letzter Strophe. Von dieser Fassung stammen sechs Zeilen noch aus der englischen Ursprungsfassung von Neale, neun aus der Version der Hymns Ancient & Modern, elf (einschließlich der zwei Ergänzungsstrophen) aus dem Hymnal 1940, und zwei Zeilen am Anfang der vierten Strophe (O come, thou Branch of Jesse’s tree, free them from Satan’s tyranny) wurden für diese Ausgabe neu bearbeitet.

## Melodien
Mit dem Schema 88 88 88 kann das Lied auf verschiedene Melodien gesungen werden. Die Fassung von Verspoell hat eine eigene, die bis heute im Bistum Münster gesungen wird, die von Bone wird meist auf eine Melodie aus J. B. C. Schmidts’ Sammlung von Kirchengesängen für katholische Gymnasien (Düsseldorf 1836) gesungen, die auch Eingang in die Diözesangesangbücher und Regionalausgaben des Gotteslob gefunden hat. Über Johann Baptist Singenberger fand diese Melodie ihren Weg über den Atlantik und wird bis heute in katholischen Gemeinden und Gemeinschaften in den USA verwendet. Im Gotteslob-Anhang des Erzbistums Köln (GL 829) wie auch des Bistums Essen (GL 722) findet sich eine Melodie von Christian Felix Ackens (Aachen, 1841).
Bones refrainlose Version Herr, send herab uns deinen Sohn wird im Gotteslob mit einer Melodie aus dem Andernacher Gesangbuch (Köln 1608) verbunden, kann aber auch auf die Melodie des Hymnus Conditor alme siderum (Kempten um 1000) gesungen werden.
In den Vereinigten Staaten ist O come, o come, Emmanuel in einigen lutherischen Gesangbüchern auch auf die im englischen Sprachraum als St. Petersburg bezeichnete Melodie von Dmitri Stepanowitsch Bortnjanski gesungen worden, die in Deutschland durch Ich bete an die Macht der Liebe und den Großen Zapfenstreich bekannt geworden ist. Eine weitere Melodie, die sich in einigen Gesangbüchern findet, wird Charles Gounod zugeschrieben.
Am wirkungsmächtigsten wurde jedoch die Melodie, die Thomas Helmore dem Lied 1851 im Hymnal Noted beifügte. Er versah sie mit dem Hinweis „aus einem französischen Missale in der Nationalbibliothek in Lissabon“. Diese Quelle konnte jedoch bis heute nicht nachgewiesen werden. Über Jahrzehnte hielten sich deshalb Spekulationen, Helmore habe die Melodie vielleicht selbst komponiert, bis die britische Kanonissin und Hymnologin Mary Berry 1966 in der französischen Nationalbibliothek ein Manuskript aus dem 15. Jahrhundert fand, in dem diese Melodie steht. Dabei handelt es sich um ein von franziskanischen Nonnen zusammengestelltes Prozessionale mit Gesängen zur Bestattung. Die von Helmore benutzte Melodie wird dort für eine Reihe von zweistimmigen Tropen zum Responsorium Libera me aus dem Requiem verwendet.
Es gibt aber keinen Beleg dafür, dass diese Melodie jemals vor Helmore zu Veni, veni, Emmanuel gesungen wurde. Dennoch gibt es mehrere moderne Sätze, die die Melodie mit dem lateinischen Text verbinden, so von Zoltán Kodály (Adventi ének, 1943) und Jan-Åke Hillerud (* 1939).
Im Katholischen Gesangbuch der Schweiz (KG 304) und im Gesangbuch der Evangelisch-reformierten Kirchen der deutschsprachigen Schweiz (RG 362), beide aus dem Jahr 1998, wird Bones Gott send herab uns deinen Sohn mit dem Refrain Freu dich verbunden, um auch diese Version auf die französische Melodie singen zu können. Eine Schwierigkeit, die keine deutsche Textfassung lösen konnte, besteht in der jambischen Deklamation des englischen „rejoíce!“ (ebenso die französische Betonung des lateinischen „gaudé!“), der sich der deutsche Ruf „freú dich!“ nicht fügt.
Der Komponist James Macmillan schrieb 1991 ein Konzert für Schlagzeug und Orchester über das Thema, das 1992 während der Proms in London uraufgeführt wurde.

## In der aktuellen Unterhaltungsmusik
Die Band Theocracy wandelte das Lied ihrem Stück O Come Emmanuel (2007) in eine Metal-Version um.
2008 veröffentlichten die Sängerinnen Enya und Loreena McKennitt eigene Interpretationen des Liedes auf ihren Alben And Winter Came… bzw. A Midwinter Night’s Dream.
Die deutsche Medieval-Electro-Band Heimatærde interpretiert das Lied in einer Elektro-Variante mit lateinischem Text (2009).
Die Rockgruppe U2 verwendet die Melodie des Liedes in ihrem Lied White as Snow aus dem Album No Line on the Horizon (2009).
Die ebenfalls US-amerikanische Metalcore-Band August Burns Red schrieb 2012 eine instrumentale Version des Songs.
Die US-amerikanische Punk-Rock-Band Bad Religion nahm eine Punk-Rock-Version des Liedes für ihre EP Christmas Songs (2013) auf.
2015 wurde eine Fassung in Englisch und Hebräisch von der neuseeländischen Sängerin Anna Hawkins veröffentlicht.